# Salamancaerklæringen
Salamanca-erklæringen er en principerklæring, der fokuserer på børns ret til uddannelse uanset handicap. 
I 1994 mødtes ca. 300 repræsentanter fra 92 lande og 25 internationale organisationer i Salamanca, Spanien, her vedtog man principerklæring kendt som Salamanca-erklæringen. Det centrale i dette dokument er princippet om, at alle børn også dem med særlige behov har ret til uddannelse på lige fod med andre børn. 
I erklæringen påpeges det, at den inkluderende tilgang er det mest effektive redskab, for at kunne skabe de bedste læringsmiljøer og dermed muliggøre at barnet kan fortsætte med sin uddannelse. Der er tale om et dokument, der har stor indflydelse på skolepolitikken i mange lande.
Den danske folkeskolelov af 1993 bygger på intentionerne om den inklusive skole – eller som man hyppigere siger på dansk «en skole for alle»

## Eksterne kilder og henvisninger
- Salamanca Erklæringen og Handlingsprogrammet for Specialundervisning Arkiveret 13. juli 2012 hos  Wayback Machine